# Benedykt z Nursji
Benedykt z Nursji (łac. Benedictus Nursinus; ur. ok. 480 w Nursji, zm. 21 marca 543 albo 547 w Monte Cassino) – włoski mnich, eremita i opat, któremu przypisuje się autorstwo reguły benedyktyńskiej. Jeden z ojców Kościoła, główny patron Europy, uważany za duchowego ojca wszystkich mnichów Zachodu. Święty Kościołów katolickiego, starokatolickiego, anglikańskiego, luterańskiego oraz ormiańskiego i prawosławnego.

## Życiorys
Na temat życia Benedykta zachowało się niewiele danych. Pochodzą one głównie z drugiej części Dialogów papieża Grzegorza Wielkiego.
Urodził się około 480 roku w Nursji w religijnej, zamożnej rodzinie. Jego siostrą bliźniaczką była Scholastyka, która została mniszką. W młodości Benedykt otrzymał podstawowe wykształcenie w domu, a następnie został wysłany na studia do Rzymu. Studiował sztuki wyzwolone, jednak po krótkim czasie porzucił naukę, obawiając się popadnięcia w rozwiązłe życie. Przez pewien czas przebywał w okołorzymskich wioskach, a następnie udał się do Subiaco. Początkowo zatrzymał się w kościele św. Piotra w Effide, a następnie uciekł na pustkowie nad sztucznym jeziorem, gdzie poznał eremitę Romana z Subiaco. Roman przekazał Benedyktowi habit, a ten następnie zamieszkał w grocie, gdzie mieszkał przez trzy lata. W tym czasie Benedykt głosił Ewangelię mieszkającym w pobliżu pasterzom.
Gdy opat pobliskiego klasztoru zmarł, tamtejsi mnisi, poprosili Benedykta, by został następnym przełożonym klasztoru. Początkowo nie chciał się zgodzić, ale ostatecznie uległ namowom. Jako opat surowo przestrzegał własnej reguły zakonnej (bardziej wymagającej niż dotychczasowa reguła Mistrza) i wymagał tego od mnichów, którzy nie chcieli się podporządkować. Podjęli próbę zabicia Benedykta poprzez podanie mu zatrutego wina. Według tradycji chrześcijańskiej Benedykt miał odmówić modlitwę nad czarą, która się roztrzaskała. Wówczas przebaczył swoim współbraciom, zrezygnował z funkcji opata i powrócił do groty.
Do Benedykta zaczęli przybywać nowi uczniowie, dla których ten wybudował dwanaście małych klasztorów, dla dwunastu mnichów w każdym. W każdym z nich znajdował się jeden ojciec przełożony. Mieszkający w pobliżu kapłan Florencjusz był nieprzychylny Benedyktowi i, podobnie jak mnisi z Vicovaro, usiłował go otruć. Ponadto chciał wprowadzić zgorszenie w klasztorze Benedykta, przysyłając mnichom siedem dziewcząt, którym kazał tańczyć nago przed zakonnikami.
Około 530 roku Benedykt opuścił Subiaco i udał się na górę, gdzie znajdowało się miasteczko Cassinum. Zniszczył tam ołtarz Apolla, podpalił gaje i zbudował kościół św. Marcina z Tours w miejscu dawnej świątyni Apolla. Po pewnym czasie powstał tam także drugi kościół pod wezwaniem Jana Chrzciciela. Nie jest jasne, czy kiedykolwiek przyjął sakrament święceń, czy przestrzegał reguły zakonnej jako świecki. Na Monte Cassino ewangelizował pobliskich wieśniaków oraz zajął się pisaniem własnej reguły. Papież Grzegorz I w Dialogach przypisuje Benedyktowi liczne uzdrowienia, wskrzeszanie zmarłych i wypędzanie złych duchów. W tym okresie Benedykt miał spotkać władcę Ostrogotów, Totilę, któremu przepowiedział rychły koniec panowania. Ponadto miał przewidzieć zniszczenie Rzymu, zburzenie własnego klasztoru, swoje późniejsze kontakty z siostrą oraz własną śmierć.
Na sześć dni przed swoją śmiercią, Benedykt poprosił swoich uczniów by otworzyli jego grobowiec. W ciągu następnych dni dostał silnej gorączki i jego stan ciągle się pogarszał. 21 marca 543 albo 547 roku przyjął Eucharystię i po krótkiej modlitwie zmarł. Według tradycji chrześcijańskiej zmarł w postawie stojącej, będąc podtrzymywanym przez swoich uczniów. Pochowano go we wspólnym grobie z jego siostrą Scholastyką w oratorium św. Jana Chrzciciela. Relikwie świętego po kilkakrotnych przeniesieniach ostatecznie wywieziono 11 lipca do Fleury we Francji na przełomie VII i VIII wieku.

## Patronat
W 1964 roku w trakcie soboru watykańskiego II Paweł VI ogłosił świętego Benedykta Patronem Europy, podkreślając w ten sposób rolę, jaką zakony oparte na jego regule odegrały w łączeniu tradycji Wschodu i Zachodu oraz cywilizowaniu Europy. Tradycja nadała mu też tytuł patriarchy monastycyzmu Zachodu.
W tradycji zachodniej uważany jest za patrona wielu zakonów, architektów, górników, rolników, inżynierów, nauczycieli, speleologów, uczniów, wydawców; jest też orędownikiem osób otrutych.

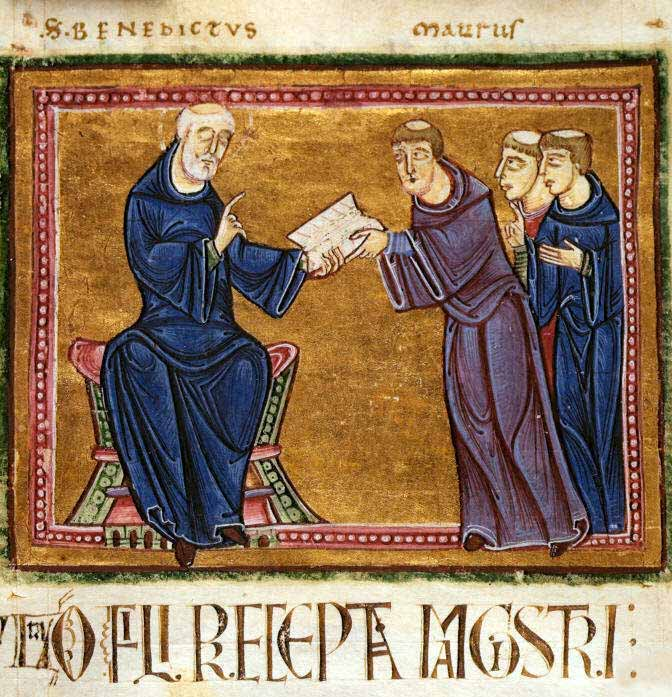
Św. Benedykt przekazujący swoją Regułę św. Maurowi i innym mnichom (obraz z 1129 w klasztorze św. Idziego w Nîmes)

## Ikonografia
W ikonografii przedstawiany jest w czarnym habicie benedyktyńskim, w kukulli, z krzyżem w dłoni. Ukazywany jest z siwą, niedługą brodą i łysiną czołową (niekiedy na większej łysinie znajduje się mały kosmyk włosów). W obu rękach najczęściej trzyma zwinięty zwój.
W tradycji zachodniej przypisuje się mu wiele atrybutów, m.in. anioła, bicz, hostię, kielich z wężem, rozbity puchar, kruka z chlebem w dziobie, pastorał, psa. Istnieje także  infuła u nóg z napisem Ausculta fili – Synu, bądź posłuszny.

## Dzień obchodów
Jego święto liturgiczne obchodzone jest w Kościele katolickim, anglikańskim i ewangelicznym 11 lipca na pamiątkę przeniesienia relikwii z Monte Cassino do opactwa Fleury (11 lipca 673). To doroczne święto ustanowił Paweł VI.
Uroczystość u benedyktynów, cystersów i trapistów obchodzona jest w dzień śmierci św. Benedykta – 21 marca, natomiast dzień pamięci poświęcenia klasztoru Monte Cassino przypada na 1 października.
Cerkiew prawosławna wspomina świętego mnicha 14/27 marca, tj. 27 marca według kalendarza gregoriańskiego.
Kościoły ormiańskie, posługujące się w liturgii kalendarzem juliańskim, wspominają św. Benedykta 21 marca/3 kwietnia, tj. 3 kwietnia według obowiązującego kalendarza gregoriańskiego.

## Znaczenie
Sformułowana idea życia monastycznego utrwaliła się nie tylko w założonej przez św. Benedykta rodzinie zakonnej, ale wywarła silny wpływ na inne instytucje zakonne: celestynów, cystersów, humiliatów, kamedułów, kartuzów, norbertanów, sylwestrynów, trapistów, wallombrozjanów i innych.
Św. Benedykt określany jest mianem wielkiego organizatora życia zakonnego, a zakony oparte na regule przez niego ułożonej wyniosły na ołtarze około 5500 świętych i błogosławionych, zaprowadziły na tron papieski 24 papieży i doprowadziły do otrzymania sakry 5000 biskupów.